# Gérard Jean-Juste
Gérard Jean-Juste (* 7. Februar 1949; † 27. Mai 2009) war ein haitianischer römisch-katholischer Priester und Befreiungstheologe. In Haiti wurde er auch Pè Jery (haitianisch: Vater Jery) genannt.

## Leben
Gérard Jean-Juste war Gemeindepfarrer von Sainte-Claire im Stadtteil Petite Place Cazeau im Norden der haitianischen Hauptstadt Port-au-Prince und bekannt durch die Volksmissionen, die er durchführte. 1978 gründete er das Haitian Refugee Center (Haitianisches Flüchtlingszentrum) in Miami, wodurch er zu einem bekannten sozialen Aktivisten in der haitianischen Exilgemeinde Floridas wurde.
Am 21. Juli 2005 verhaftete die haitianische Polizei Jean-Juste direkt nach seiner Teilnahme an der Beerdigung des ermordeten Journalisten Jacques Roche. Ihm wurde die Ermordung Roches, illegaler Waffenbesitz und die Teilnahme an einer kriminellen Verschwörung vorgeworfen. Jean-Juste hatte sich zum Zeitpunkt der Ermordung Roches in Miami aufgehalten. Die Menschenrechtsorganisation Amnesty International bezeichnete ihn als politischen Gefangenen. Jean-Juste war aktives Mitglied der Partei Fanmi Lavalas des 2004 aus dem Amt geputschten Präsidenten Jean-Bertrand Aristide und vor seiner Verhaftung als Lavalas-Spitzenkandidat für die Wahlen 2006 im Gespräch gewesen. Die katholische Kirche suspendierte Jean-Juste wegen seiner politischen Tätigkeiten vom Priesteramt.
Ende 2005 diagnostizierte ein US-amerikanischer Arzt, dass Jean-Juste an Leukämie litt. 2006 wurde er befristet auf freien Fuß gesetzt und konnte in die USA ausreisen, um sich in medizinische Behandlung zu begeben. Der Vorwurf des Mordes war kurz zuvor von einem haitianischen Gericht fallen gelassen worden. 2007 fand vor dem Appellationsgericht in Port-au-Prince eine Anhörung bezüglich der noch bestehenden Vorwürfe gegen Jean-Juste statt. Konfrontiert mit dem Vorwurf des Waffenbesitzes antwortete Jean-Juste dem Gericht: „Meine Bibel und mein Rosenkranz sind meine Waffen.“ 2008 ließ das Appellationsgericht auch die verbleibenden Vorwürfe des Waffenbesitzes und der kriminellen Verschwörung fallen.
2009 starb Jean-Juste in Florida an seiner Krankheit. Die Beerdigung fand unter Teilnahme tausender Menschen in der Kathedrale von Port-au-Prince statt.

## Ehrungen und Auszeichnungen
- Ehrendoktorwürde der University of San Francisco 2006[6]
- Spirit of Freedom Award 2007[7]